# 연도가스

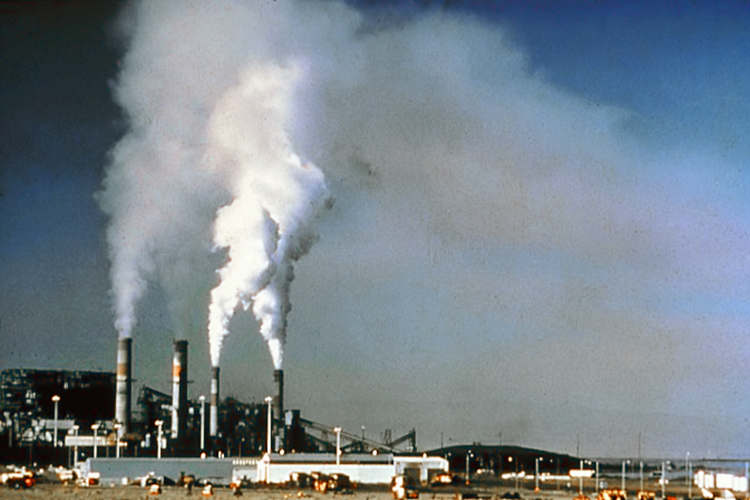
연도가스 탈황장치를 장착하기 전의 화력발전소

연도가스(영어: Flue gas)는 벽난로, 오븐, 용광로, 보일러 나 증기 발생기의 배기가스가, 파이프 나 통로인 '연도' 를 통해 배출되는 가스를 말한다.
화력발전소의 연도가스 성분은 부피 기준으로 79%가 질소 (N2)이며, 그 다음으로 10-25%가 이산화탄소(CO2)이다.

## 같이 보기
- 탄소 포집 및 저장
- 배기가스
- IGCC